# جو رايلي
جو رايلي (بالإنجليزية: Joe Riley)‏ (13 أكتوبر 1991 بسالفورد في المملكة المتحدة - ) هو لاعب كرة قدم بريطاني في مركز الدفاع. لعب مع أكسفورد يونايتد وبولتون واندررز ونادي بوري.

## وصلات خارجية
- جو رايلي على موقع قاعدة بيانات كرة القدم.إي يو (الإنجليزية)
- جو رايلي على موقع Soccerbase.com (لاعب) (الإنجليزية)
- جو رايلي على موقع عالم كرة القدم.نت (الإنجليزية)